# Tangle Lakes
Les Lacs Tangle forment une succession de lacs dans l'Alaska intérieur, aux États-Unis dans la Chaîne d'Alaska. Ils sont formés de Long Tangle Lake, Lower Tangle Lake, Round Tangle Lake, sur une distance de 26 kilomètres de long, qui sont reliés entre eux par des cours d'eau, et forment la source de la rivière Delta.
Leur principal accès se fait par Paxon sur la Denali Highway. Ces lacs hébergent une faune variée comme la truite grise, la lote de rivière et l'ombre arctique.
Les alentours des lacs sont constitués en grande partie par de la Toundra, à cause de l'altitude (873 mètres).
Les lacs Tangle se trouvent sur la ligne de partage des eaux entre les bassins de la Mer de Bering et du Golfe d'Alaska.